# Ophiodromus flexuosus
Ophiodromus flexuosus är en ringmaskart som först beskrevs av Delle Chiaje 1827.  Ophiodromus flexuosus ingår i släktet Ophiodromus och familjen Hesionidae. Arten är reproducerande i Sverige. Inga underarter finns listade i Catalogue of Life.